# San Diego Bay

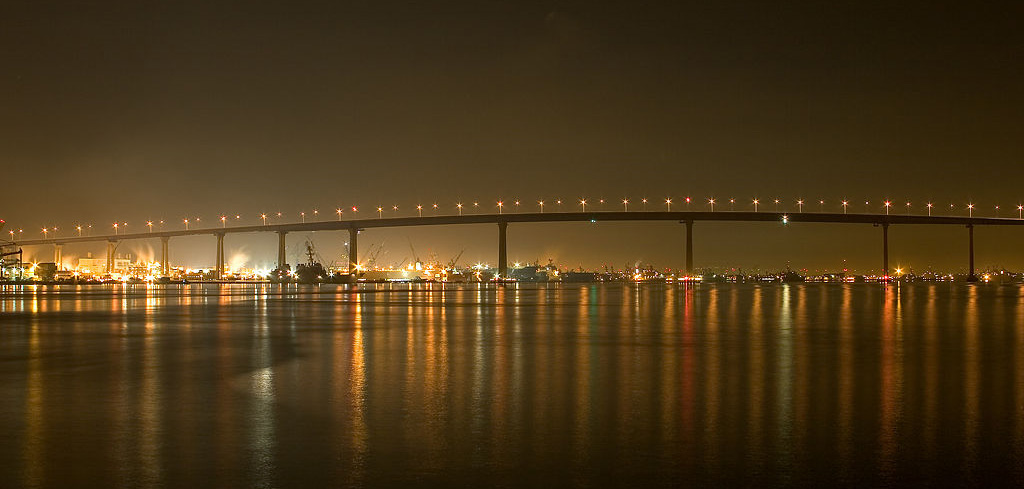
San Diego Bay und die Coronado-Brücke bei Nacht

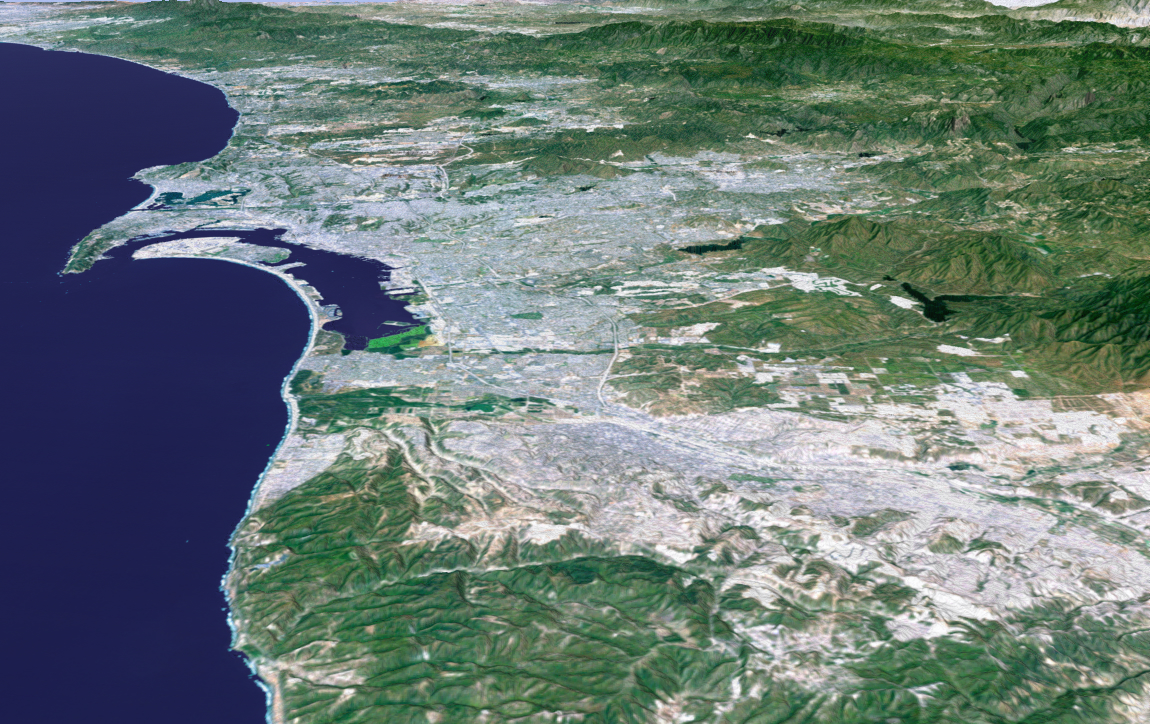
San Diego Bay und der Großraum von San Diego

Die San Diego Bay ist ein Naturhafen in der Nähe von San Diego, welcher 19 Kilometer lang und 1,6 bis 4,8 Kilometer breit ist. An der Bucht liegen die Städte San Diego, National City, Chula Vista, Imperial Beach und Coronado. Die westliche Grenze der Bucht wird von einem langen und schmalen Streifen Land, der Silver Strand genannt wird, vor dem Pazifischen Ozean geschützt.
An ihrem nördlichen Ende wird diese Landenge so breit, dass von der Nördlichen Insel (North Island) die Rede ist, wo die Naval Air Station North Island und die Stadt Coronado liegen. Darüber hinaus betreibt die United States Navy dort zwei weitere Einrichtungen, die Naval Station San Diego und die Naval Base Point Loma am Leuchtturm Ballast Point, die ein Stützpunkt für Atom-U-Boote ist.
Die Bucht wird von der 1969 eröffneten San Diego Coronado Bay Bridge überspannt, die eine Gesamtlänge von 3.407 Metern aufweist.
Zahlreiche Museumsschiffe liegen in der Bucht, unter anderem die Midway, heute der größte als Museum gestaltete Flugzeugträger. Des Weiteren liegt hier die Star of India, das älteste Stahl-Segelschiff, das noch fahrtüchtig ist.
Die Untiefe am südlichen Ende der Bucht wird zur Verdampfung von Meerwasser genutzt, sodass Salz vom Wasser getrennt werden kann.